# 中国大陆网络举报制度
中国大陆网络举报制度在中國大陸是指公众通过各种渠道举报他人或组织的行为，以期这些行为受到官方的审查或惩罚的社会现象。网络举报在威權國家的审查与控制机制下扮演了重要角色，對社会和政治环境产生了深远的影响、同時有可能影響到國外的政治取態。
中國政府鼓励公众举报政治敏感、不道德行为和违反社会主义核心价值观的内容，通过法律法规、媒体宣传和奖励机制加以推动，以便更高效地处理不符合政治正確的内容，强化国家对言论和行为的控制。这种文化导致普遍的恐惧心理，个体和组织变得更加谨慎，以避免触犯禁忌。此外，举报文化削弱了社会信任，导致個體之间的关系紧张。举报有时也可能被滥用，成为打击报复他人的手段。娛樂業界受舉報文化影響尤深。

### 腳註
1. 1 2 3  .   [2024-06-15]. （原始内容存档于2024-06-13）.
2. 1 2  周嘉辰 & 黃佳雯 2021.
3. 1 2  黃佳雯 2019.
4. 1 2  江雅綺 2016.
5. ↑  . 端傳媒. 2023-05-25  [2024-06-21]. （原始内容存档于2025-01-10） （中文）.
6. ↑  . 端傳媒. 2020-03-10  [2024-06-21]. （原始内容存档于2024-07-13） （中文）.

### 文獻
- 周嘉辰; 黃佳雯. . 政治學報. 2021-06-01, (71). doi:10.6229/CPSR.202106_(71).0004 （中文（臺灣））.
- 黃佳雯.  (学位论文). 國立台灣大學學位論文. 2019-01-01. doi:10.6342/ntu201901325 （中文（臺灣））.
- 江雅綺. . 台灣本土法學雜誌社. 2016-01-01, (287)  [2024-06-21]. （原始内容存档于2024-12-08） （中文（臺灣））.